# Moctezuma Ier
Pour les articles homonymes, voir Moctezuma.
Moctezuma Ier, de son nom complet Moctezuma Ilhuicamina (en nahuatl : Motēuczōma Ilhuicamīna, dont le nom se traduit par « seigneur en colère » et « archer du ciel »), aussi appelé Montezuma ou Huehuemoteuczoma, est le deuxième empereur aztèque ainsi que le cinquième tlatoani de Tenochtitlan, qui règne de 1440 à 1469. Il est le fils de Huitzilihuitl et le neveu et successeur d'Itzcoatl.
Moctezuma a fortement contribué à la formation de l'Empire et de la puissance des Aztèques. Sous son règne, l'Empire aztèque est consolidé, une expansion majeure est entreprise et Tenochtitlan commence à devenir le partenaire dominant de la Triple Alliance en Mésoamérique. Pendant presque trente ans, le règne le plus long de l'histoire aztèque, Moctezuma a apporté de nombreuses réformes sociales, économiques et politiques pour renforcer le pouvoir aztèque, et Tenochtitlan a bénéficié durant son règne des relations prospères avec les autres cités de Mésoamérique.

## Biographie

### Famille
Moctezuma est le fils de Huitzilihuitl, deuxième tlatoani de Tenochtitlan, et de la reine Miahuaxihuitl (en). Il est le frère de Chimalpopoca, troisième tlatoani, et de Tlacaelel. Il est ainsi le petit-fils du premier souverain de Tenochtitlan, Acamapichtli. Son nom, Motēuczōma, signifie « il est en colère comme un seigneur » (de la racine "tēuc" [seigneur] combinée au verbe pronominal "mo-/-zōma" [se met en colère]).

### Couronnement
Après la mort de Huitzilihuitl, le frère de Moctezuma, Chimalpopoca, règne pendant dix ans jusqu'à son assassinat. Pendant son règne, Moctezuma et son frère Tlacaelel dirigent un groupe d'opposition composé de jeunes nobles. Ce groupe, de nature militaire, choisit Itzcoatl comme prochain souverain. Sous Itzcoatl, Moctezuma et Tlacaelel sont généraux dans son armée.
Moctezuma est ensuite élu au pouvoir en 1440 par ce groupe de nobles, à l'âge de 42 ans, après la mort de son oncle Itzcoatl. Il porte le titre de huey tlatoani (« grand orateur »). Ce titre se distinguait de celui de tlatoani (« orateur ») car il s'adressait à la fois pour les Aztèques et pour les autres peuples qu'ils contrôlaient.
Son couronnement fut une grande cérémonie, impliquant de nombreux sacrifices humains de prisonniers. Moctezuma est assis sur un trône de roseaux et est couronné par le souverain de Texcoco. Sa couronne était un diadème turquoise connu sous le nom de « couronne de feu ».

### Règne

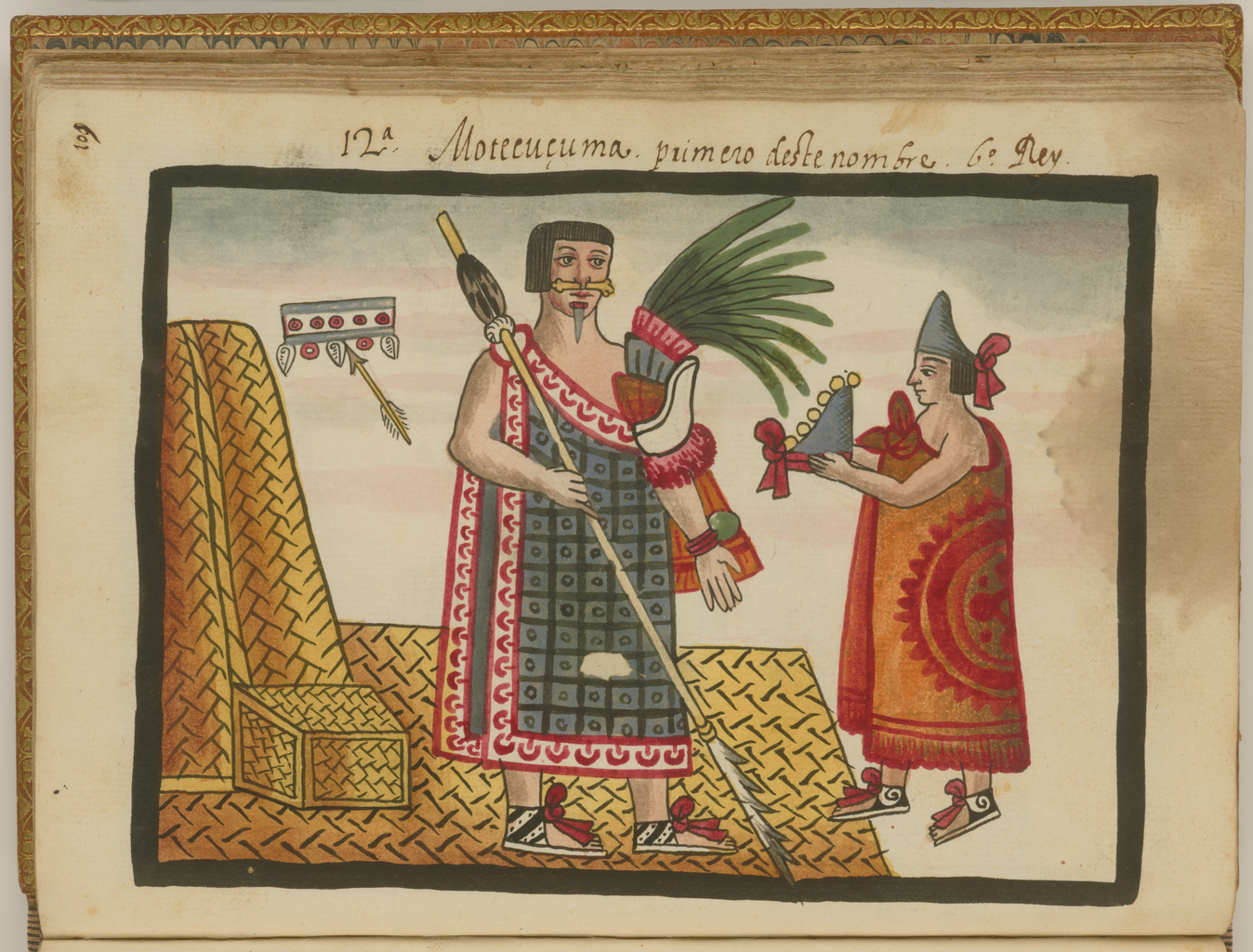
Moctezuma Ier, vêtu de la robe du dieu du Soleil et d'une épaulette de plumes de quetzal, est couronné par le souverain de Texcoco. Codex Tovar, XVIe siècle, Juan de Tovar.

En tant que tlatoani, Moctezuma consolida l'alliance avec deux cités voisines, Tlacopan et Texcoco. Tlacopan, situé sur la rive occidentale du lac Texcoco, contrôlait sept cités au nord-ouest, tandis que Texcoco, situé sur la rive orientale, régnait sur neuf cités au nord-est. À mesure que les deux régions s'ajoutaient à l'empire de Moctezuma, les Aztèques s'appuyèrent sur les cités-État déjà établies pour accroître leur puissance militaire. Dans cette Triple Alliance habilement conçue, 2/5e du butin reviennent à Tenochtitlan, 2/5e à Texcoco et le 1/5e restant à Tlacopan.
Parmi les plus grandes réalisations des Aztèques, Moctezuma et Nezahualcoyotl, tlatoani de Texcoco, organisent la construction et l'achèvement d'un double système d'aqueducs, alimentant la ville de Tenochtitlan en eau douce. La nouvelle source d'eau approvisionnait largement les différentes communautés de Texcoco, qui s'étendaient sur une distance de 12 kilomètres depuis les rives du lac jusqu'aux collines de Tetxcotxinco.
Au début de son règne, vers 1445, Moctezuma entreprend la conquête de ses voisins, et s'empare des territoires correspondant aux actuels États de Guerrero, Morelos, Puebla et Oaxaca au Mexique, c’est-à-dire au nord, au sud et au sud-est de l'actuelle Mexico. Il étend ensuite les frontières de l'Empire aztèque au-delà de la vallée de Mexico jusqu'à la côte du golfe du Mexique, connue sous le nom de « Mer du Ciel », pour la première fois, soumettant les Huaxtèques et les Totonaques et accédant ainsi à des produits exotiques tels que le cacao, le caoutchouc, le coton, ainsi que les plumes de quetzal et les coquillages. Les Aztèques sont alors connus comme les « Voisins de la Mer du Ciel », car ils contrôlent tout le territoire jusqu'au golfe du Mexique.

#### Catastrophes naturelles
En tant que souverain, Moctezuma doit faire face à de nombreuses catastrophes naturelles et les surmonter. En 1446, un essaim de sauterelles détruit les récoltes de la région ; en 1449, le lac Texcoco inonde la ville ; en 1450, une sécheresse détruit à nouveau les récoltes de la région ; cette sécheresse se poursuit pendant quatre ans ; les famines conduisent certains à vendre leurs enfants ou eux-mêmes en esclavage, et la ville perd la majeure partie de sa population. Cette sécheresse entraîne la fin de la période de paix de Moctezuma.

#### Guerres fleuries

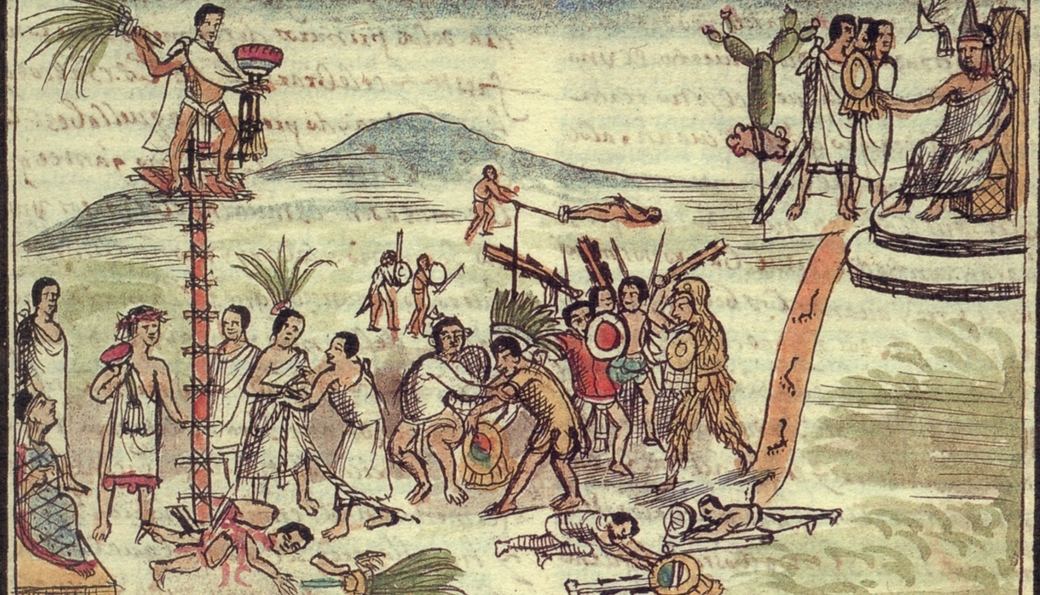
Guerre entre les cités de Tenochtitlan et Chalco. Codex Durán, XVIe siècle, Diego Durán.

Après la famine qui a ravagé les ressources agricoles aztèques, une série de conflits, connue sous le nom de guerres fleuries, a impliqué la Triple Alliance et les cités-État de Huejotzingo, Tlaxcala (en) et Cholula (en), dans la vallée de Tlaxcala-Puebla, au centre du Mexique. Estimant que la famine était due à la colère de leurs dieux, Moctezuma appuya l'ordre d'augmenter les sacrifices humains pour leur faire plaisir et c'est ainsi que commença la guerre pour accumuler le plus grand nombre possible de victimes à sacrifier. Ces guerres rituelles durèrent jusqu'à l'arrivée des Espagnols, où ces derniers recrutèrent des ennemis de la Triple Alliance pour conquérir tout le Mexique. Pour préparer la guerre, Moctezuma émettait trois déclarations de guerre et fournissait des armes à la région ennemie. Si la dernière déclaration n'était pas acceptée par la région ennemie, les Aztèques attaquaient dans les 20 jours.

#### Expéditions militaires

Carte de l'expansion de l'Empire aztèque. Les territoires conquis par Moctezuma Ier sont en marron.

Vers 1458, Moctezuma mène une expédition en territoire mixtèque contre la cité-État de Coixtlahuaca (en), sous prétexte de mauvais traitements infligés aux marchands aztèques. Malgré le soutien de contingents de guerriers de Tlaxcala et de Huexotzinco, ennemis traditionnels des Aztèques, les Mixtèques sont vaincus. Alors que la plupart des princes vaincus ont été autorisés à conserver leur poste, le souverain mixtèque Atonal (en) a été rituellement étranglé et sa famille emmenée en tant qu'esclave. Le Codex Mendoza rapporte que le tribut dû par Coixtlahuaca consistait en 2000 couvertures (de 5 types), 2 tenues militaires avec coiffes et boucliers, des perles de pierres précieuses vertes, 800 bouquets de plumes vertes, 40 sacs de teinture de cochenille et 20 bols de poussière d'or. Moctezuma pris de nombreuses jeunes filles à Coixtlahuaca et eu dix harems pour lui. Des campagnes similaires sont menées contre Cosamaloapan (es), Ahuilizapan (Orizaba) et Cuetlachtlan (Cotaxtla).

#### Réformes impériales

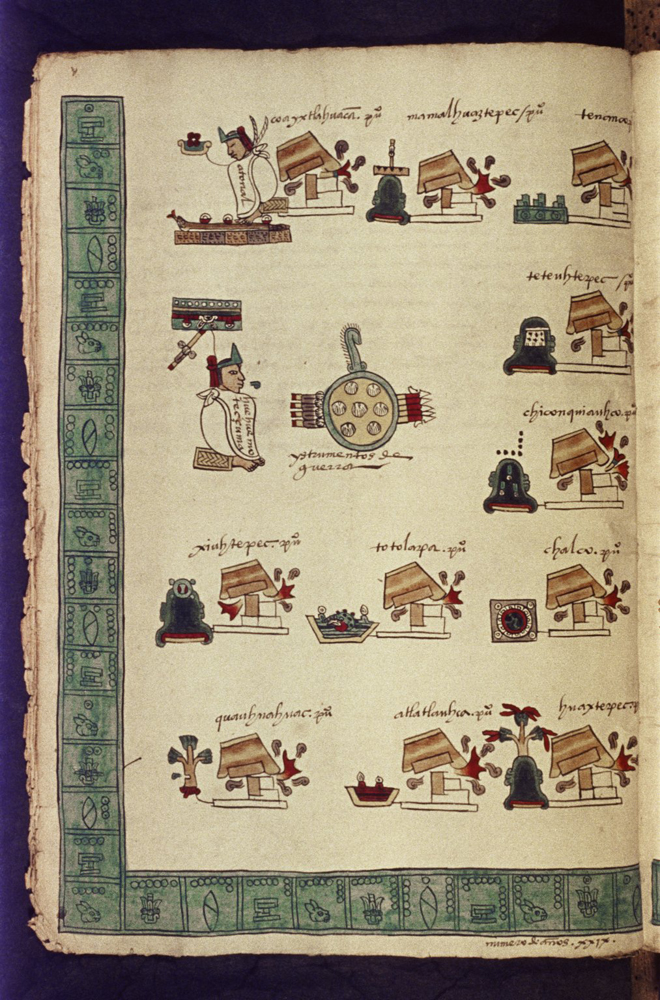
Hauts faits et conquêtes de Moctezuma Ier, selon le Codex Mendoza.

Bien que Moctezuma ait mené des conquêtes contre d'autres cités, il a réussi à maintenir la paix entre 1440 et 1453 au sein de son empire, ce qui a permis à son gouvernement d'adopter des réformes sociales, politiques et économiques.
Il édicte des codes qui déterminent ce que les personnes de certaines classes peuvent porter et à quoi ressemblent leurs maisons. Par exemple, seuls les nobles ou les grands guerriers pouvaient avoir une maison avec un deuxième étage. Personne n'avait le droit d'avoir des tours, car il prétendait qu'elles ne pouvaient être accordées que par les dieux.
Il a également mis en place des politiques juridiques et éducatives déterminées par la classe. Dans le palais, les différentes classes devaient être accueillies dans des pièces différentes. La mixité n'était pas autorisée sous peine de mort. Seul Moctezuma était autorisé à prononcer une condamnation à mort, et tous les juges devaient l'informer de toute décision relative à la peine de mort. La religion était également mise en avant, et des écoles religieuses étaient exigées dans chaque quartier.

#### Voyage à Aztlan
Moctezuma organisa une expédition vers la cité probablement mythique d'Aztlan, patrie d'origine des Aztèques, situé dans le nord-ouest du Mexique actuel d'après les sources, selon les légendes de ce peuple, mais celle-ci échoua à trouver la localisation du lieu,. Moctezuma entreprit aussi le développement d'un temple gigantesque à Tenochtitlan, le Huēyi Teōcalli, et fait sculpter son effigie dans la cité de Chapultepec

#### Mort
Moctezuma Ier meurt en 1469. Son cousin Axayacatl, alors âgé de 19 ans, petit-fils de son oncle et prédécesseur Itzcoatl, lui succède.